# Photopolymère

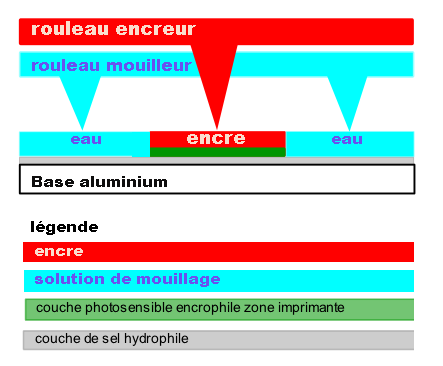
Plaque offset utilisant un photopolymère (en vert)

Un photopolymère est un polymère qui a la particularité de subir une transformation moléculaire (polymérisation, réticulation ou dépolymérisation) sous l’action de la lumière, souvent ultraviolette, formant une différenciation physique entre les parties exposée et non exposée.
Les photopolymères ont de multiples applications comme en imprimerie pour la fabrication de formes, en prototypage rapide grâce à  la stéréolithographie et à l’impression 3D, en odontologie ou encore en électronique. Dans ce domaine ils se présentent sous la forme de résines photosensibles utilisées comme masques de gravure chimique dans la fabrication des microprocesseurs et des circuits imprimés.